# Jean Éthier-Blais
Pour les articles homonymes, voir Blais et Éthier.
Jean Éthier-Blais, de son vrai nom Jean-Guy Éthier Blais, né le 15 novembre 1925  à Sturgeon Falls, maintenant dans la municipalité de Nipissing Ouest en Ontario au Canada et mort le 12 décembre 1995 à Montréal (Québec),, est un écrivain, critique littéraire, diplomate et professeur de littérature française et québécoise. Il est considéré l’un des grands écrivains de la littérature franco-ontarienne et québécoise avec une œuvre importante comprenant romans, essais et recueils de poésie.

## Biographie
Entre 1937 et 1945, il étudie au Collège du Sacré-Cœur de Sudbury, où enseigne François Hertel. À l’invitation d’Hertel, il rédige des premiers articles dans L'Ami du peuple, hebdomadaire français de Sudbury. Ensuite à Montréal pour y faire sa licence en lettres à l’Université de Montréal, il fréquente le salon littéraire d’Hertel où se réunissent les artistes de Refus global. Entre 1948 et 1953, il poursuit ses études à Paris (France) et à Munich (Bavière, Allemagne).
Il entreprend une carrière de diplomate au ministère des Affaires extérieures du Canada entre 1953 et 1958, qui l’amène à Paris, Varsovie (Pologne) et Hanoi (Viêt Nam). En 1960, il commence sa carrière universitaire, d’abord quelques années professeur à l’Université Carleton à Ottawa, puis au département des études françaises de l’Université McGill à Montréal jusqu’en 1990, département dont il sera le directeur dans les années 1970. Entre 1961 et 1983, il est également critique littéraire au quotidien montréalais Le Devoir,. Les nombreuses critiques qu’il écrit alors lui font exercer une influence considérable sur la production littéraire québécoise de l’époque.
Il est le grand père de l'artiste peintre-collagiste Adèle Blais.

## Thématique et esthétique
Pour Jean-Éthier Blais, l’appartenance à son peuple est déterminante dans sa littérature :
« Il me paraît que ce n’est qu’à partir du moment où un écrivain canadien cherche à capter ce qu’il y a en lui de plus personnel, et donc de plus canadien-français qu’il peut accéder à l’universel  -- Jean-Éthier Blais, Signets II »
 Ses essais autobiographiques Fragments d’une enfance (1989) et Le seuil des vingt ans (1992), de même que son roman Les pays étrangers rappellent la vie franco-ontarienne, sous les yeux d’un enfant dans les années 1930 à Sturgeon Falls, puis au Collège du Sacré-Cœur de Sudbury dans les années 1940. Le roman Les pays étrangers (1982) traduit la complexité de la transition de la francophonie canadienne et des rapports entre les Franco-Ontariens et le Québec en cette période intense de la question nationale. D’une part, ce roman, qui se situe dans sa première partie dans la région québécoise des Laurentides mais dont les lieux et les personnages sont calqués de Sudbury, « est mal reçu dans certains milieux franco-ontariens parce qu’il laisse au lecteur du Nouvel-Ontario la nette impression d’avoir été dépouillé de son histoire. » Or, ce déplacement géographique est nécessaire puisque la deuxième partie du roman se déroule à Montréal, une métropole maintenant québécoise « qui ne reconnait plus certaines de ses villes : Sudbury et Saint-Boniface (Manitoba) qui étaient jadis une partie intégrante du Canada-Français et qui sont devenues des villes hors-Québec. Elles ne font plus partie de l’enjeu politique et sont donc évacuées du champ littéraire. » Le roman se situe au Québec dans les années 1980, traduit le dilemme des Québécois face à la maîtrise de leur destin. Or, l'ambiance en est canadienne-française d'une époque révolue, trahissant le décalage de la trajectoire personnelle passée de Blais, qui, à l'ancrage national québécois et bien qu'il soit nationaliste, ne peut opposer que sa propre étrangeté, un auteur franco-ontarien devant rentrer en lui-même pour accéder à l'universel, faute d'ancrage collectif.

## Critique littéraire
Dans ses Signets, publiés en trois volumes en 1967 et en 1973, Jean Éthier-Blais regroupe une série d'articles qu'il a rédigés pour Le Devoir. Le premier volume porte sur l'écriture et de grands auteurs français. Le second volume explore la littérature canadienne-française, notamment sur les thèmes de l'utilisation et de la survie de la langue française, de la ville, de l'hiver, de l'histoire, entre autres dans les œuvres de Lionel Groulx, André Laurendeau, Louis Fréchette et les membres de l'École littéraire de Montréal. Le troisième volume traite de la littérature québécoise avec des écrivains comme Robert Choquette et Gatien Lapointe.

## Œuvres
- 1946 - « Vie religieuse » in Histoire de Sturgeon-Falls, Sudbury, Société d'histoire du Nouvel-Ontario, no 12, p. 16-23.
- 1965 - Exils
- 1967 - Signets I, Montréal, Cercle du livre de France, 189 p.
- 1967 - Signets II, Montréal, Cercle du livre de France, 247 p.
- 1968 - Mater Europa, Montréal, Cercle du livre de France et Paris, Grasset, 170 p.
- 1969 - Asies, Paris, Grasset, 93 p.
- 1970 - Poèmes choisis, précédés d'une chronologie, d'une bibliographie et d'un texte de Jean Ethier-Blais.
- 1971 - Littératures
- 1973 - Discours de réception à l'Académie canadienne-française suivi de L'œuvre de l'abbé Groulx, Montréal, Hurtubise HMH, 155 p.
- 1973 - Signets III, Montréal, Cercle du livre de France, 268 p.
- 1974 - Ozias Leduc et Paul-Émile Borduas, avec François Gagnon, Montréal, Presses de l'Université de Montréal, 152 p.
- 1974 : Le manteau du Rubén Dario, Montréal, Hurtubise HMH, 158 p.
- 1976 - Dictionnaire de moi-même, Montréal, La Presse, 197 p.
- 1978 - Petits poèmes presque en prose, Montréal, Hurtubise HMH, 100 p.
- 1979 - Autour de Borduas
- 1982 - Les Pays étrangers, Montréal, Leméac, 464 p.
- 1984 - Le Prince dieu, Montréal, Leméac, 99 p.
- 1986 - Voyage d'hiver, Montréal, Leméac, 173 p.
- 1986 - Le Désert blanc, Montréal, Leméac, 105 p.
- 1988 - Entre toutes les femmes, Montréal, Leméac, 299 p.
- 1989 - Fragments d'une enfance, Montréal, Leméac, 165 p.
- 1989 : Le Choix de Jean Éthier-Blais dans son œuvre
- 1990 - Le Christ de Brioude, Montréal, Leméac, 187 p.
- 1991 - White desert
- 1991 - L'Exil intérieur
- 1992 - Le seuil des vingt ans, Leméac, 239 p.
- 1993 - Les mères, Montréal, Leméac, 58 p.
- 1993 - Le siècle de l'abbé Groulx, Signets IV, Montréal, Leméac, 261 p.
- 1994 - Minuit chrétiens, Montréal, Leméac, 102 p.

Le fonds d’archives Jean Éthier-Blais est conservé au centre d’archives de Montréal de Bibliothèque et Archives nationales du Québec.

## Honneurs
- 1967 - Prix Québec-Paris, Signets I et II
- 1968 - Prix France-Canada
- 1971 - Membre de l'Académie canadienne-française
- 1974 - Prix France-Québec
- 1981 - Prix Ludger-Duvernay
- 1987 - Prix Jean-Hamelin, Le désert blanc
- 1989 - Prix Athanase-David
- 1989 - Prix du Gouverneur général
- 1989 - Prix littéraires du Journal de Montréal
- 1990 - Officier de l'Ordre national du Québec
- 1994 - Membre de l'Ordre des francophones d'Amérique
- Le prix Jean-Éthier-Blais de la fondation Lionel-Groulx rappelle sa mémoire.
- Une école élémentaire publique de langue française à Sudbury porte son nom